# الدوري القبرصي الدرجة الرابعة 1989–1990
الدوري القبرصي الدرجة الرابعة 1989–1990 هو الموسم 5 من الدوري القبرصي الدرجة الرابعة ‏. أشرف على تنظيمه اتحاد قبرص لكرة القدم، وفاز فيه Olimpiada Neapolis FC ‏، وAPEAN Ayia Napa ‏، وTsaggaris Peledriou ‏.